# Mesoraca
Mesoraca – miejscowość i gmina we Włoszech, w regionie Kalabria, w prowincji Crotone.
Według danych na rok 2004 gminę zamieszkiwało 7135 osób, 76,7 os./km².